# Вилагрека (Каљари)
Вилагрека је насеље у Италији у округу Каљари, региону Сардинија.
Према процени из 2011. у насељу је живело 253 становника. Насеље се налази на надморској висини од 95 м.